# Donji Petrovići
Donji Petrovići (cyr. Доњи Петровићи) – wieś w Bośni i Hercegowinie, w Republice Serbskiej, w gminie Krupa na Uni. W 2013 roku liczyła 188 mieszkańców.